# Japanski bojni brod Musashi
Musashi, bio je drugi brod svoje klase (Yamato-klasa bojnih brodova), dijelio je čast s Yamatom, najvećim bojnim brodom u povjesti. Yamato bojni brodovi su bili najteži i najjači bojni brodovi ikad napravljeni, mase do čak 72.800 tona. Cijela dužina broda je bila zamaskirana užadi, prikrivanje je bilo tako uspješno da su amerikanci bili nesvjesni konstrukcije broda iako je američki ured konzulata bio preko puta zaljeva u kojom se radio. Rusi su ga skoro otkrili nesrećom. Dne 20. svibnja 1938., šest Ruskih TB-3 bombardera s kineskim oznakama preletjeli su preko Fukuoka, Nagasakija i Sasebo da uhvate par slika. Musashi je čak bio slikan, ali fotografija nije uzbunila Amerikance.

## Služba
Musashi je bio porinut 1. studenog 1940. u skrivenoj ceremoniji na kojoj su pristupali samo nekoliko vrhovnih admirala. Dne 5. kolovoza 1942. skupa s Yamatom, Nagato i Mutsu stavljen je u službu pod imenom Musashi, kapetan broda je tada bio Kaoru Arima.
Musashi je bio dodijeljen floti, kojom je upravljao admiral Isoroku Yamamoto, 15. siječnja 1943. i otplovio za Truk tri dana kasnije, gdje je stigao 22. siječnja. Dne 11. veljače, je bio zamijenjen brodom Yamato za vodeći brod. Dne 3. travnja. Yamamoto je napustio Musashi i odletio za Rabaul, Novu Britaniju, osobno upravljati "operacijom I-GO", Japanskim zračnim obranama na Solomon otocima. Njegove zapovijedi su presreli Amerikanci, američki borbeni zrakoplovi su srušili njegov zrakoplov i ubili ga, kada je bio na putu iz Nove Britanije prema ballale, Bougainville, 23. travnja njegovi ostatci su bili kremirani i poslani natrag u Truk s brodom Musashi.

## Dizajn
Budući da Japanska mornarica nije bila u stanju napraviti toliko brodova koliko je Američka mornarica imala, Yamato-klasa brodova s njihovom veličinom i teškim naoružanjem su bili dizajnirani da budu bolji od američkih bojnih brodova. Musashi je bio dugačak 263 m, visok 39 m i širok 9,5 m i uobičajene istisnine od 65.000 tona pa sve do 72.800 tona, mogao je primiti i do 2500 mornara, 1944. primio je čak 2800 mornara.

### Naoružanje
Musashi je imao glavni top koji se sastojio od devet 45-kalibar Tip-94 topova koji su bili montirani na kupole broda, topovi su mogli pucati brzinom od dva zrna po minuti. Sekundarni topovi su se sastojali od 12 60-kalibarskih topova koji su bili postavljeni na svaku stranu broda. Bile su dostupne kada je Mogami krstarica bila ponovno naoružana s 8 inch (20,3 cm) topovima. Teška protuzrakoplovna obrana se sastojila od desetak 40-kalibar 127-mm topova koji su se nalazili na svakoj strani broda.
Kada je brod bio na pregledu u travnju 1944. sve ukupno je bilo dodano dvadeset i jedan trocijevni 25 mm i 25 jednocijevnih topova, za protuzračnu obranu sveukupno je imao oko 130 25 mm topova.

### Oklop
Vodeni remen broda bio je zanemarivo tanji nego od Yamatinog 400 mm debelog. Ispod toga je bio oklop koji je bio debljine od 270 mm do 200 mm gdje se nalazilo streljivo i strojevi; suženo je na 75 mm na dnu. Oklop palube je bio debljine od 230 do 200 mm. Kupole su bile zaštićene debljinom 650 mm ispred i 250 mm sa strane i 270 mm na vrhu, topovi kupole su bili zaštićeni oklopom debljine 560 do 280 mm. Ispod broda su bile ploče debljine od 50 do 80 mm koje su štitile brod od mina.

## Borba na zaljevu Leyte
Kapetan Toshihira Inoguchi je oslobodio Asakura od zapovjedništva prema Musashi, 12. kolovoza 1944, je unaprijeđen na kontra-admiral, 15. listopada. Tri dana kasnije, otplovio je prema Bruneiskom zaljevu,Boreno, da se pridruži glavnom Japanskom flotom na pripremanje za Operaciju Sho-1; protunapad planiran Američkoj floti u zaljevu Leyte. Japanski plan je zvao Ozawa nosače da namame američki nosač sjeverno od zaljeva Leyte tako da bi Kuritova 1. divizija mogla ući u zaljev Leyte i uništiti Američku bazu. Musashi skupa s Kuritovim brodovima, je odplovilo iz Brunei prema Filipinma 22. listopada.
Sljedeći dan, podmornice USS Dace su torpedirali i potopili tešku krstaricu Maya blizu Palwana. Razarač Akishimo je spasio 769 mornara i prebacio ih je istog dana na bojni brod Musashi. 24. listopada, dok je putovao prema Sibuyanskom moru. Kuritovi brodovi su bili uočeni od strane američkih aviona s nosača USS Intrepid. Dva sata kasnije, bojni brod je bio napadnut zrakoplovima koji su ispalili 8 torpeda, koji nisu uspjeli probiti oklop broda.
U 13:31, brod je bio napadnut od 29 zrakoplova s američkih nosača, četiri bombe su pogodili palubu blizu prve kupole, kasnije je jos bio pogođen torpedom četiri puta, koji su poplavili brod. Brod je polako počeo tonuti, 2 sata kasnije devet zrakoplova su napali brod s bombama od (450kg) koji su bili u stanju probit oklop, četiri ih je pogodilo brod. Brod je još kasnije bio pogođen od 3 torpeda, koji je usporio brod. Musashi je sve ukupno bio pogođen s 19 torpeda i 17 bombi prije nego što je napokon potonuo u zaljevu Leyte.

## Vanjske poveznice
- Baza podataka broda